# Иракский динар
Ира́кский дина́р (араб. دينار عراقي‎, курд. دیناری عێراقی) — официальная денежная единица Ирака, формально равная 1000 филсов.

## История
До и во время Первой мировой войны территория современного Ирака входила в состав Османской империи. Официальной валютой империи был османский пиастр, но самой распространенной монетой на территории будущего Ирака была индийская рупия, связанная с фунтом стерлингов.
После захвата в 1916 году части территории нынешнего Ирака британскими войсками, он был отторгнут от Османской империи. Британские власти объявили национальной валютой индийскую рупию и изъяли из обращения османский пиастр.
Иракский динар был отпечатан/отчеканен и введён в обращение в 1931/1932 годах, заменив индийскую рупию, которая была официальной валютой британского мандата. В качестве подготовительной меры к переходу к самостоятельной валюте в апреле 1932 года начал действовать валютный комитет, который и создал иракский динар. Комитет действовал до 16 ноября 1947 года, когда его функции заменил Центральный банк Ирака.
Иракский динар был равен по стоимости британскому фунту. Британские власти оказывали мощную поддержку иракской национальной валюте, обеспечивая стабильный обменный курс 1 динар = 1 фунт. Это продолжалось до 1959 года, пока динары не перевели в доллары США по курсу 1 динар = 2,8 долл. США..
Динары, имевшие хождение с 1986 по 2003 гг. известны[кому?] как «динары Саддама». В постоянном обращении они появились после первой войны в Персидском заливе, и на них изображен портрет Саддама Хусейна. Ещё до начала войны в Заливе иракский динар не отличался стабильностью, банковская система рухнула, началась гиперинфляция. В 1990 году один динар стоил 3 доллара США. До первой войны в Персидском заливе иракская валюта была одной из самых стабильных в мире. За один иракский динар давали 3,3 доллара США. Однако после вторжения войск Саддама Хусейна в Кувейт в 1990 году и последовавшей за этим «Бури в пустыне», из-за экономических санкций динар упал в цене.
В связи с инфляцией филсы не учитывались при расчётах, хотя монеты имели хождение и некоторые продавцы указывали цену на свои товары в четырёхзначных числах. В стране практически отсутствовали обменные пункты, однако валюту могли менять в аэропорту Багдада, отелях или банках. К 2003 году стоимость динара значительно упала, за 1 доллар давали 2000 иракских динаров. На территории Иракского Курдистана имели хождение динары досаддамовского времени. Динары старого образца называют «швейцарскими», поскольку их печатали в Швейцарии. По другим данным, на самом деле печатали их в Англии, просто хорошее качество в Ираке тоже ассоциируется со Швейцарией. В силу прекращения эмиссии «швейцарских» динаров, в Курдистане наблюдалась постоянная дефляция по причине сокращения денежной массы, на подконтрольной Багдаду территории происходила гиперинфляция в силу избыточной эмиссии.
8 июля глава временной администрации Ирака Пол Бремер в обращении к гражданам страны объявил о проведении в стране денежной реформы. Бремер также сообщил об учреждении в Ираке независимого Центрального банка  Архивная копия от 14 сентября 2008 на Wayback Machine. Планировалось изъять все старые деньги и создать единую валюту, которая имела бы хождение по всей стране. Временная коалиционная администрация решила вернуть динары, вышедшие из обращения в 1991 году, при этом изменив их цвет и номинал.
Все банкноты прежнего образца были выведены из обращения в 2003 году. Вышедшие из оборота купюры сжигали в специально оборудованных печах — по миллиарду каждый день. С 15 октября 2003 года Ирак перешёл на новые купюры номиналом в 50, 250, 500, 1 000, 5 000, 10 000 и 25 000 динаров. Обмен валюты продолжался до 18:00 15 января 2004 года, после чего банкноты с изображением Саддама Хусейна стали недействительными. К этому дню за один доллар в Багдаде давали одну тысячу иракских динаров. Обмен валюты происходил следующим образом:
1. Один старый динар обменивали на один новый динар.
2. Единицу «швейцарского динара» обменивали на 150 новых иракских динаров.

От подделок новые динары защищены рельефными буквами, водяными знаками, защитными нитями и символами, меняющими свой цвет в зависимости от угла наклона. Защитная полоса с микротекстом на арабском по всей длине проходит справа от центра. Металлизированная ныряющая защитная полоса выходит наружу на лицевой стороне банкноты. Основные цвета — красно-коричневый, лиловый и охра.

## Монеты

### МонетыКоролевства Ирак
Первые монеты Королевства Ирак номиналами 1, 2, 4, 10, 20, 50 и 200 филсов были введены в обращение в 1931—1932 годах, в 1953 году появилась монета номиналом в 100 филсов. Монеты достоинством 20, 50, 100 и 200 филсов чеканились из серебра 500 пробы.

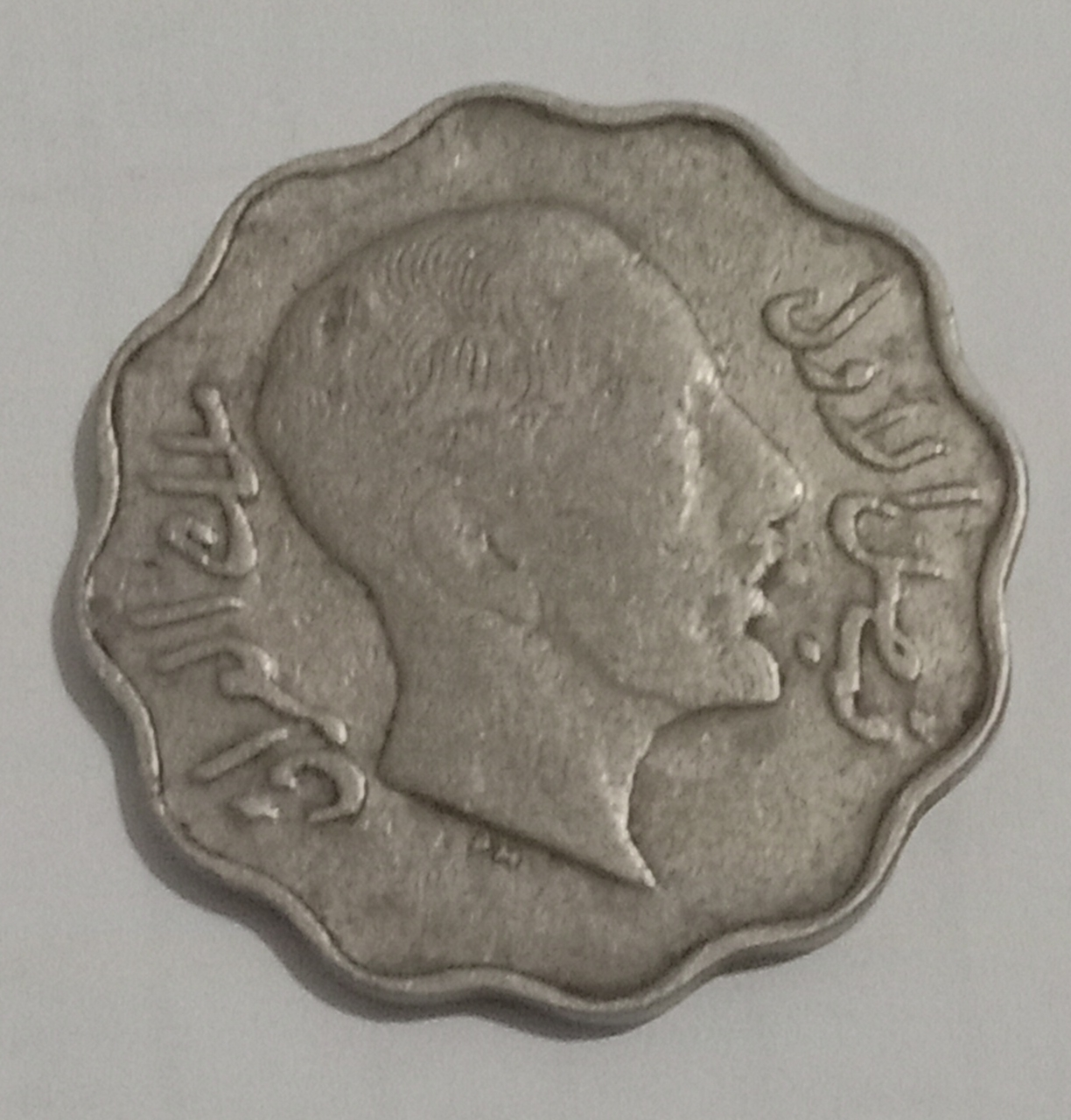
4 филса 1933 года, аверс
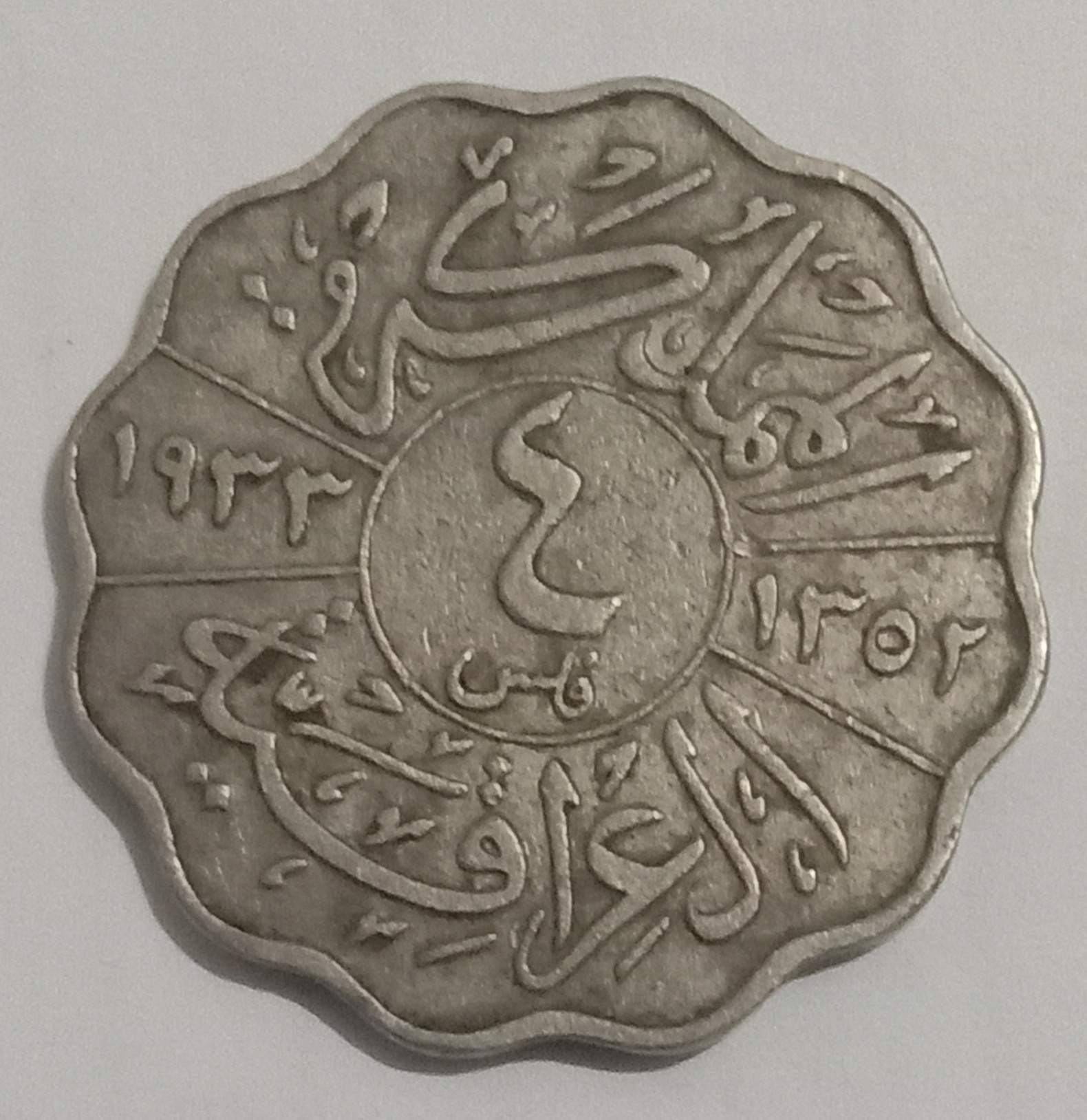
4 филса 1933 года, реверс
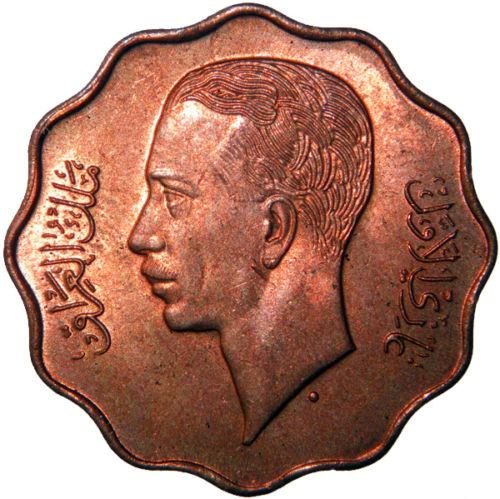
10 филсов 1938 года, аверс
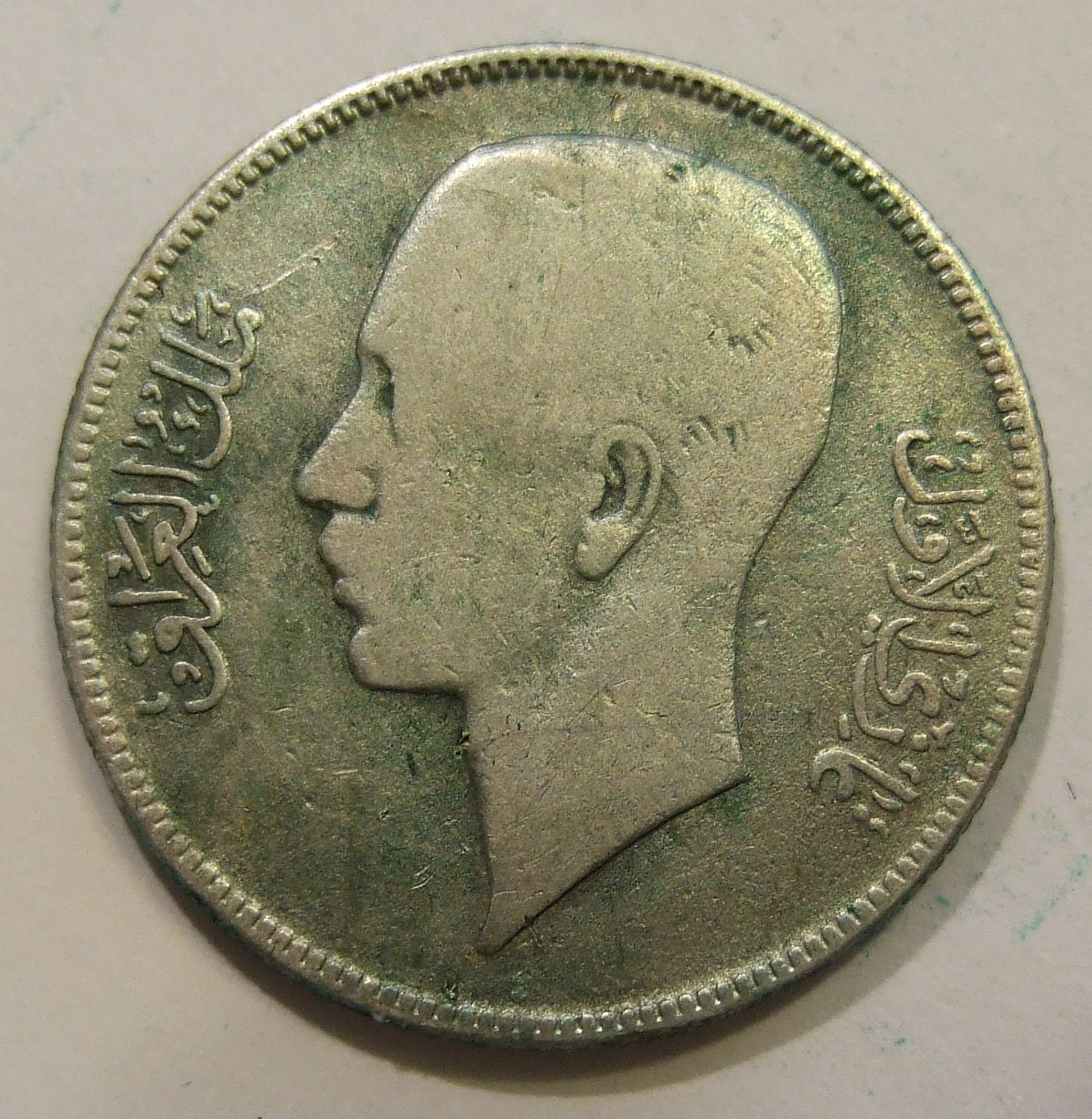
50 филсов 1938 года, аверс
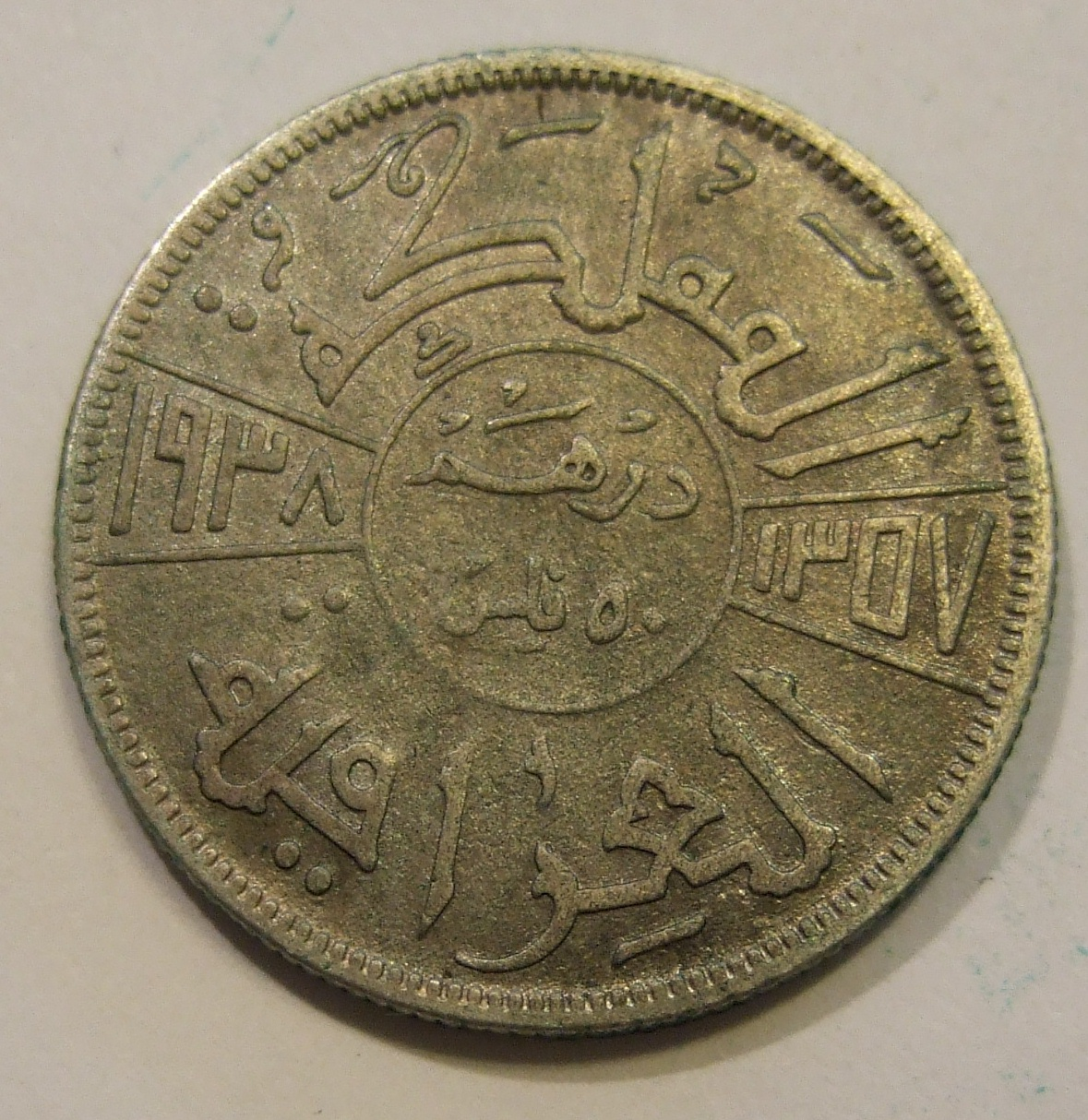
50 филсов 1938 года, реверс

### Монеты РеспубликиИрак
После образования Иракской республики в 1959 году были выпущены новые монеты номиналом 1, 5, 10, 25, 50 и 100 филсов, при этом монеты достоинством в 25, 50 и 100 филсов также были серебряными. В 1967 стали выпускаться медно-никелевые монеты нового образца номиналами 5, 10, 25, 50 и 100 филсов. С 1970 также выпускались монеты номиналом 250 филсов, с 1971 — 500 филсов, а с 1980 года — 1 динар. Эти монеты также были медно-никелевыми.
C 1990 года монеты в Ираке перестали выпускать по причине обесценения динара.

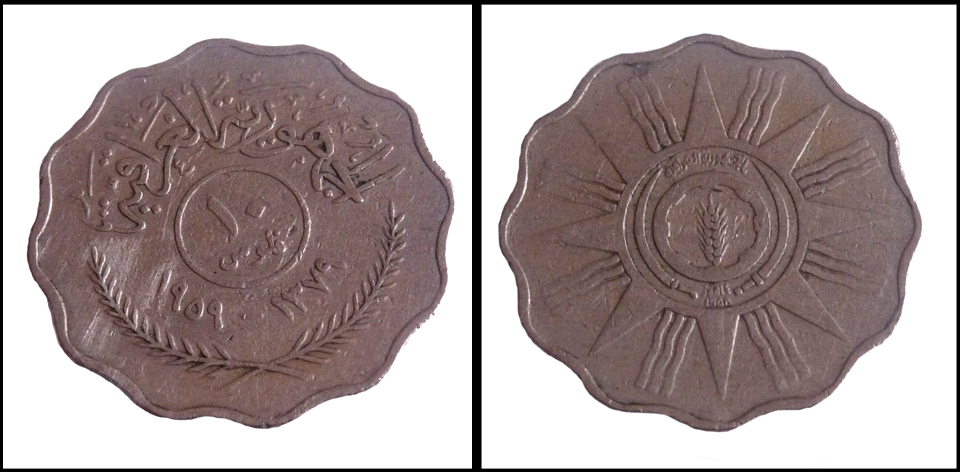
10 филсов 1959 года
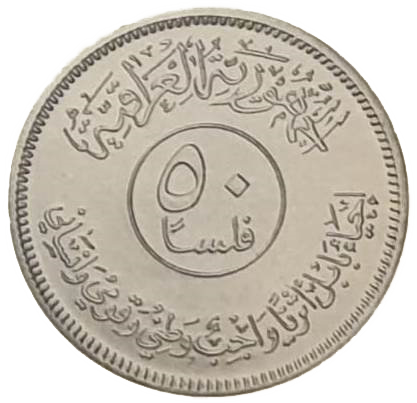
50 филсов 1982 года, реверс

### Монеты 2004 года
В 2004 году были введены новые монеты в 25, 50 и 100 динаров. По состоянию на 2015 год монеты в обращении уже не использовались.
| Изображение                                          | Номинал (динаров) | Диаметр (мм) | Масса (г) | Толщина (мм) | Материал                | Гурт     | Год выпуска |
| ---------------------------------------------------- | ----------------- | ------------ | --------- | ------------ | ----------------------- | -------- | ----------- |
| Архивная копия от 10 августа 2016 на Wayback Machine | 25                | 17,5         | 2,5       | 1,6          | сталь, покрытая медью   | гладкий  | 2004        |
| Архивная копия от 26 ноября 2017 на Wayback Machine  | 50                | 20,0         | 3,4       | 1,7          | сталь, покрытая латунью | гладкий  | 2004        |
| Архивная копия от 10 августа 2016 на Wayback Machine | 100               | 22,0         | 4,3       | 1,65         | сталь                   | рубчатый | 2004        |

## Банкноты
С момента обретения независимости иракские денежные купюры менялись несколько раз. Несмотря на это, надписи на банкнотах делались на двух языках, арабском и английском. Надписи на оборотных сторонах всех банкнот: Центральный банк Ирака и номинал — только на английском языке, на лицевых — номинал на арабском языке.
Как на динар, так и на всю жизнь и историю страны особо повлиял президент страны и лидер партии Баас Саддам Хусейн, установивший в стране режим диктатуры и культа личности. Одним из проявлений его культа стало печатание портрета президента на иракских банкнотах. В годы его правления власти Ирака отказались от водяных знаков и защитных нитей, заменив их имитацией. Это способствовало эффективной борьбе с фальшивомонетчиками .

### Серия 1931—1932 годов
| Серия 1931—1932 годов                           | Серия 1931—1932 годов | Серия 1931—1932 годов | Серия 1931—1932 годов | Серия 1931—1932 годов | Серия 1931—1932 годов | Серия 1931—1932 годов           | Серия 1931—1932 годов | Серия 1931—1932 годов |
| Изображение                                     | Изображение           | Номинал (динаров)     | Размеры (мм)          | Основные цвета        | Описание              | Описание                        | Описание              | Годы выпуска          |
| Лицевая сторона                                 | Оборотная сторона     | Номинал (динаров)     | Размеры (мм)          | Основные цвета        | Лицевая сторона       | Оборотная сторона               | Водяной знак          | Годы выпуска          |
| ----------------------------------------------- | --------------------- | --------------------- | --------------------- | --------------------- | --------------------- | ------------------------------- | --------------------- | --------------------- |
|                                                 |                       | 1/4                   | 141×78                | зелёный               | Фейсал I              | Королевский герб Ирака, номинал | Портрет Фейсала I     | 1931 1932             |
|                                                 |                       | 1/2                   | 151×86                | красный               | Фейсал I              | Королевский герб Ирака, номинал | Портрет Фейсала I     | 1931 1932             |
|                                                 |                       | 1                     | 161×91                | синий                 | Фейсал I              | Королевский герб Ирака, номинал | Портрет Фейсала I     | 1931 1932             |
|                                                 |                       | 5                     | 176×96                | коричневый            | Фейсал I              | Королевский герб Ирака, номинал | Портрет Фейсала I     | 1931                  |
|                                                 |                       | 10                    | 188×100               | фиолетовый            | Фейсал I              | Королевский герб Ирака, номинал | Портрет Фейсала I     | 1931                  |
|                                                 |                       | 100                   | 200×122               | синий зелёный         | Фейсал I              | Королевский герб Ирака, номинал | Портрет Фейсала I     | 1931                  |
| Масштаб изображений — 1,0 пикселя на миллиметр. |                       |                       |                       |                       |                       |                                 |                       |                       |

### Серия 1934—1940 годов
| Серия 1934—1940 годов                           | Серия 1934—1940 годов | Серия 1934—1940 годов | Серия 1934—1940 годов | Серия 1934—1940 годов | Серия 1934—1940 годов | Серия 1934—1940 годов           | Серия 1934—1940 годов | Серия 1934—1940 годов |
| Изображение                                     | Изображение           | Номинал (динаров)     | Размеры (мм)          | Основные цвета        | Описание              | Описание                        | Описание              | Годы выпуска          |
| Лицевая сторона                                 | Оборотная сторона     | Номинал (динаров)     | Размеры (мм)          | Основные цвета        | Лицевая сторона       | Оборотная сторона               | Водяной знак          | Годы выпуска          |
| ----------------------------------------------- | --------------------- | --------------------- | --------------------- | --------------------- | --------------------- | ------------------------------- | --------------------- | --------------------- |
|                                                 |                       | 1/4                   |                       | зелёный               | Гази I                | Королевский герб Ирака, номинал |                       | 1935                  |
|                                                 |                       | 1/2                   |                       | красный               | Гази I                | Королевский герб Ирака, номинал |                       | 1935                  |
|                                                 |                       | 1                     |                       | синий                 | Гази I                | Королевский герб Ирака, номинал |                       | 1934                  |
|                                                 |                       | 5                     |                       | коричневый            | Гази I                | Королевский герб Ирака, номинал |                       | 1940                  |
|                                                 |                       | 10                    |                       | фиолетовый            | Гази I                | Королевский герб Ирака, номинал |                       | 1938                  |
|                                                 |                       | 100                   |                       | синий зелёный         | Гази I                | Королевский герб Ирака, номинал |                       | 1936                  |
| Масштаб изображений — 1,0 пикселя на миллиметр. |                       |                       |                       |                       |                       |                                 |                       |                       |

### Серия 1941—1959 годов
| Серия 1941—1959 годов                           | Серия 1941—1959 годов | Серия 1941—1959 годов | Серия 1941—1959 годов | Серия 1941—1959 годов | Серия 1941—1959 годов | Серия 1941—1959 годов                         | Серия 1941—1959 годов | Серия 1941—1959 годов |
| Изображение                                     | Изображение           | Номинал (динаров)     | Размеры (мм)          | Основные цвета        | Описание              | Описание                                      | Описание              | Годы выпуска          |
| Лицевая сторона                                 | Оборотная сторона     | Номинал (динаров)     | Размеры (мм)          | Основные цвета        | Лицевая сторона       | Оборотная сторона                             | Водяной знак          | Годы выпуска          |
| ----------------------------------------------- | --------------------- | --------------------- | --------------------- | --------------------- | --------------------- | --------------------------------------------- | --------------------- | --------------------- |
|                                                 |                       | 1/4                   |                       | зелёный               | Фейсал II             | Королевский герб Ирака, номинал               | Портрет Фейсала II    | 1941 1942 1948        |
|                                                 |                       | 1/4                   |                       | зелёный               | Фейсал II             | Пальмы                                        | Портрет Фейсала II    | 1950 1953 1955 1959   |
|                                                 |                       | 1/2                   |                       | коричневый            | Фейсал II             | Королевский герб Ирака, номинал               | Портрет Фейсала II    | 1941 1942 1948        |
|                                                 |                       | 1/2                   |                       | коричневый            | Фейсал II             | Руины мечети и спирального минарета в Самарре | Портрет Фейсала II    | 1950 1953 1955 1959   |
|                                                 |                       | 1                     |                       | синий                 | Фейсал II             | Королевский герб Ирака, номинал               | Портрет Фейсала II    | 1941 1942             |
|                                                 |                       | 1                     |                       | синий                 | Фейсал II             | Конная статуя короля Фейсала I                | Портрет Фейсала II    | 1950 1953 1955 1959   |
|                                                 |                       | 5                     |                       | красный               | Фейсал II             | Королевский герб Ирака, номинал               | Портрет Фейсала II    | 1942                  |
|                                                 |                       | 5                     |                       | красный               | Фейсал II             | Царь Хаммурапи получает закон                 | Портрет Фейсала II    | 1950 1953 1955 1959   |
|                                                 |                       | 10                    |                       | фиолетовый            | Фейсал II             | Королевский герб Ирака, номинал               | Портрет Фейсала II    | 1942                  |
|                                                 |                       | 10                    |                       | фиолетовый            | Фейсал II             | Крылатый ассирийский бык и ассирийский жрец   | Портрет Фейсала II    | 1950 1953 1955 1959   |
|                                                 |                       | 100                   |                       | синий зелёный         | Фейсал II             | Королевский герб Ирака, номинал               | Портрет Фейсала II    | 1942                  |
| Масштаб изображений — 1,0 пикселя на миллиметр. |                       |                       |                       |                       |                       |                                               |                       |                       |

### Серия 1959 года
| Серия 1959 года                                 | Серия 1959 года   | Серия 1959 года   | Серия 1959 года | Серия 1959 года | Серия 1959 года                     | Серия 1959 года                               | Серия 1959 года            | Серия 1959 года |
| Изображение                                     | Изображение       | Номинал (динаров) | Размеры (мм)    | Основные цвета  | Описание                            | Описание                                      | Описание                   | Годы выпуска    |
| Лицевая сторона                                 | Оборотная сторона | Номинал (динаров) | Размеры (мм)    | Основные цвета  | Лицевая сторона                     | Оборотная сторона                             | Водяной знак               | Годы выпуска    |
| ----------------------------------------------- | ----------------- | ----------------- | --------------- | --------------- | ----------------------------------- | --------------------------------------------- | -------------------------- | --------------- |
|                                                 |                   | 1/4               |                 | зелёный         | Республиканский герб Ирака, номинал | Пальмы                                        | Республиканский герб Ирака | 1959            |
|                                                 |                   | 1/2               |                 | коричневый      | Республиканский герб Ирака, номинал | Руины мечети и спирального минарета в Самарре | Республиканский герб Ирака | 1959            |
|                                                 |                   | 1                 |                 | синий           | Республиканский герб Ирака, номинал | Лира Ура                                      | Республиканский герб Ирака | 1959            |
|                                                 |                   | 5                 | 165×84          | розовый         | Республиканский герб Ирака, номинал | Царь Хаммурапи получает закон                 | Символ Революции 14 июля   | 1959            |
|                                                 |                   | 10                |                 | фиолетовый      | Республиканский герб Ирака, номинал | Крылатый ассирийский бык и ассирийский жрец   | Символ Революции 14 июля   | 1959            |
| Масштаб изображений — 1,0 пикселя на миллиметр. |                   |                   |                 |                 |                                     |                                               |                            |                 |

### Серия 1969—1973 годов
| Серия 1969—1973 годов                           | Серия 1969—1973 годов | Серия 1969—1973 годов | Серия 1969—1973 годов | Серия 1969—1973 годов | Серия 1969—1973 годов                | Серия 1969—1973 годов                         | Серия 1969—1973 годов | Серия 1969—1973 годов |
| Изображение                                     | Изображение           | Номинал (динаров)     | Размеры (мм)          | Основные цвета        | Описание                             | Описание                                      | Описание              | Годы выпуска          |
| Лицевая сторона                                 | Оборотная сторона     | Номинал (динаров)     | Размеры (мм)          | Основные цвета        | Лицевая сторона                      | Оборотная сторона                             | Водяной знак          | Годы выпуска          |
| ----------------------------------------------- | --------------------- | --------------------- | --------------------- | --------------------- | ------------------------------------ | --------------------------------------------- | --------------------- | --------------------- |
|                                                 |                       | 1/4                   | 130×66                | зелёный               | Зерновые силосы в порту Басры        | Пальмы                                        | Голова сокола         | 1969                  |
|                                                 |                       | 1/4                   | 130×66                | зелёный               | Зерновые силосы в порту Басры        | Пальмы                                        | Голова сокола         | 1973                  |
|                                                 |                       | 1/2                   | 140×72                | коричневый            | Цементный завод                      | Руины мечети и спирального минарета в Самарре | Голова сокола         | 1969                  |
|                                                 |                       | 1/2                   | 140×72                | коричневый            | Цементный завод                      | Руины мечети и спирального минарета в Самарре | Голова сокола         | 1973                  |
|                                                 |                       | 1                     | 153×77                | синий                 | Нефтеперерабатывающий завод Аль-Дура | Школа Аль-Мустансирия в Багдаде               | Голова сокола         | 1971                  |
|                                                 |                       | 1                     | 153×77                | синий                 | Нефтеперерабатывающий завод Аль-Дура | Школа Аль-Мустансирия в Багдаде               | Голова сокола         | 1973                  |
|                                                 |                       | 5                     | 179×92                | красный               | Здание парламента в Багдаде          | Царь Хаммурапи получает закон                 | Голова сокола         | 1971                  |
|                                                 |                       | 5                     | 165×85                | красный               | Здание парламента в Багдаде          | Царь Хаммурапи получает закон                 | Голова сокола         | 1973                  |
|                                                 |                       | 10                    | 179×92                | фиолетовый            | Плотина Дюкан                        | Крылатый ассирийский бык и ассирийский жрец   | Голова сокола         | 1971                  |
|                                                 |                       | 10                    | 179×92                | фиолетовый            | Плотина Дюкан                        | Крылатый ассирийский бык и ассирийский жрец   | Голова сокола         | 1973                  |
|                                                 |                       | 25                    | 182×88                | зелёный               | Лошади                               | Фонтан во дворце Аббасидов                    | Голова сокола         | 1978 1980             |
| Масштаб изображений — 1,0 пикселя на миллиметр. |                       |                       |                       |                       |                                      |                                               |                       |                       |

### Серия 1979—1986 годов
| Серия 1979—1986 годов                           | Серия 1979—1986 годов | Серия 1979—1986 годов | Серия 1979—1986 годов | Серия 1979—1986 годов         | Серия 1979—1986 годов             | Серия 1979—1986 годов                      | Серия 1979—1986 годов | Серия 1979—1986 годов |
| Изображения                                     | Изображения           | Номинал (динаров)     | Размеры (мм)          | Основные цвета                | Описание                          | Описание                                   | Описание              | Годы выпуска          |
| Лицевая сторона                                 | Оборотная сторона     | Номинал (динаров)     | Размеры (мм)          | Основные цвета                | Лицевая сторона                   | Оборотная сторона                          | Водяной знак          | Годы выпуска          |
| ----------------------------------------------- | --------------------- | --------------------- | --------------------- | ----------------------------- | --------------------------------- | ------------------------------------------ | --------------------- | --------------------- |
|                                                 |                       | 1/4                   | 117×67                | светло-зелёный, оранжевый     | Пальмы                            | Центральные ворота городской стены Багдада | Голова лошади         | 1979                  |
|                                                 |                       | 1/2                   | 130×65                | коричневый, светло-зелёный    | Астролябия                        | Руины Большой мечети в Самарре             | Голова лошади         | 1980 1985             |
|                                                 |                       | 1                     | 143×65                | кремовый, синий, зелёный      | Золотой динар Омейядов            | Медресе аль-Мустансира в Багдаде           | Голова лошади         | 1979 1980 1984        |
|                                                 |                       | 5                     | 157×78                | розовый, сиреневый            | Водопад Али Бег возле Эрбиля      | Крепость Ухайдир                           | Голова лошади         | 1980 1981 1982        |
|                                                 |                       | 10                    | 170×78                | фиолетовый, зелёный, кремовый | Портрет Ибн аль-Хайсама           | Минарет мечети Ан-Нури в Мосуле            | Голова лошади         | 1980 1981 1982        |
|                                                 |                       | 25                    | 175×80                | зелёный                       | Лошади                            | Фонтан во дворце Аббасидов                 | Голова лошади         | 1981 1982             |
|                                                 |                       | 25                    | 175×80                | зелёный, коричневый           | Портрет Саддама Хусейна, всадники | Монумент Аль-Шахид                         | Саддам Хусейн         | 1986                  |
| Масштаб изображений — 1,0 пикселя на миллиметр. |                       |                       |                       |                               |                                   |                                            |                       |                       |

### Серия 1990—1995 годов
| Серия 1990—1995 годов                           | Серия 1990—1995 годов | Серия 1990—1995 годов | Серия 1990—1995 годов | Серия 1990—1995 годов          | Серия 1990—1995 годов                                 | Серия 1990—1995 годов                       | Серия 1990—1995 годов | Серия 1990—1995 годов     |
| Изображения                                     | Изображения           | Номинал (динаров)     | Размеры (мм)          | Основные цвета                 | Описание                                              | Описание                                    | Описание              | Годы выпуска              |
| Лицевая сторона                                 | Оборотная сторона     | Номинал (динаров)     | Размеры (мм)          | Основные цвета                 | Лицевая сторона                                       | Оборотная сторона                           | Водяной знак          | Годы выпуска              |
| ----------------------------------------------- | --------------------- | --------------------- | --------------------- | ------------------------------ | ----------------------------------------------------- | ------------------------------------------- | --------------------- | ------------------------- |
|                                                 |                       | 1/4                   | 117×66                | светло-зелёный, оранжевый      | Пальмы                                                | Центральные ворота городской стены Багдада  | отсутствует           | 1993                      |
|                                                 |                       | 1/2                   | 132×66                | коричневый, светло-зелёный     | Астролябия                                            | Руины Большой мечети в Самарре              | отсутствует           | 1993                      |
|                                                 |                       | 1                     | 143×65                | кремовый, синий, зелёный       | Золотая монета Аббасидов                              | Медресе аль-Мустансира в Багдаде            | отсутствует           | 1992                      |
|                                                 |                       | 5                     | 160×77                | розовый, сиреневый             | Портрет Саддама Хусейна                               | Могила неизвестного солдата в Багдаде       | Голова сокола         | 1992                      |
|                                                 |                       | 10                    | 169×80                | бирюзовый, коричневый          | Портрет Саддама Хусейна, ворота Иштар                 | Шумерский крылатый бык из дворца Саргона II | Голова сокола         | 1992                      |
|                                                 |                       | 25                    | 175×80                | зелёный                        | Лошади                                                | Фонтан во дворце Аббасидов                  | Голова лошади         | 1990                      |
|                                                 |                       | 50                    | 173×79                | оранжевый, коричневый, зелёный | Портрет Саддама Хусейна                               | Руины Большой мечети в Самарре              | отсутствует           | 1991                      |
|                                                 |                       | 50                    | 175×81                | коричневый, зелёный            | Портрет Саддама Хусейна, монумент Аль-Шахид в Багдаде | Мост им. Саддама Хусейна                    | отсутствует           | 1994                      |
|                                                 |                       | 100                   | 176×80                | розовый, синий, зелёный        | Портрет Саддама Хусейна                               | Мечи Кадисии                                | отсутствует           | 1991                      |
|                                                 |                       | 100                   | 173×86                | синий, голубой                 | Портрет Саддама Хусейна, крепость Ухайдир             | Багдадские часы                             | Голова сокола         | 1994                      |
|                                                 |                       | 250                   | 175×84                | розовый, фиолетовый, бирюзовый | Портрет Саддама Хусейна, плотина Хадиса               | Барельеф с Памятника свободы в Багдаде      | отсутствует           | 1995                      |
|                                                 |                       | 500                   |                       | жёлтый, зелёный                | Портрет Саддама Хусейна                               | Мост 14 июля через реку Тигр в Багдаде      |                       | В обращении не находилась |
| Масштаб изображений — 1,0 пикселя на миллиметр. |                       |                       |                       |                                |                                                       |                                             |                       |                           |

### Серия 2001—2002 годов
| Серия 2001—2002 годов                           | Серия 2001—2002 годов | Серия 2001—2002 годов | Серия 2001—2002 годов | Серия 2001—2002 годов | Серия 2001—2002 годов                                          | Серия 2001—2002 годов                        | Серия 2001—2002 годов | Серия 2001—2002 годов     | Серия 2001—2002 годов |
| Изображения                                     | Изображения           | Номинал (динаров)     | Размеры (мм)          | Основные цвета        | Описание                                                       | Описание                                     | Описание              | Годы выпуска              |                       |
| Лицевая сторона                                 | Оборотная сторона     | Номинал (динаров)     | Размеры (мм)          | Основные цвета        | Лицевая сторона                                                | Оборотная сторона                            | Водяной знак          | Годы выпуска              |                       |
| ----------------------------------------------- | --------------------- | --------------------- | --------------------- | --------------------- | -------------------------------------------------------------- | -------------------------------------------- | --------------------- | ------------------------- | --------------------- |
|                                                 |                       | 25                    | 156×68                | зелёный, коричневый   | Портрет Саддама Хусейна                                        | Ворота Иштар, Вавилонский лев                | отсутствует           | 2001                      |                       |
|                                                 |                       | 50                    |                       | жёлтый                | Портрет Саддама Хусейна                                        | Статуя крылатого быка и ассирийский жрец     |                       | В обращении не находилась |                       |
|                                                 |                       | 100                   | 156×68                | голубой, синий        | Портрет Саддама Хусейна                                        | Вид на кварталы старого Багдада              | отсутствует           | 2002                      |                       |
|                                                 |                       | 250                   | 156×68                | фиолетовый            | Портрет Саддама Хусейна                                        | Купол Скалы в Иерусалиме                     | отсутствует           | 2002                      |                       |
|                                                 |                       | 10 000                | 156×68                | фиолетовый, розовый   | Портрет Саддама Хусейна, могила неизвестного солдата в Багдаде | Медресе аль-Мустансира в Багдаде, астролябия | цветочный орнамент    | 2002                      |                       |
| Масштаб изображений — 1,0 пикселя на миллиметр. |                       |                       |                       |                       |                                                                |                                              |                       |                           |                       |

### С 2003 по настоящее время
Банкнота номиналом 50 динаров была выведена из обращения с 1 мая 2015 года.
| Серия 2003 года                                 | Серия 2003 года   | Серия 2003 года   | Серия 2003 года | Серия 2003 года | Серия 2003 года                                           | Серия 2003 года                             | Серия 2003 года | Серия 2003 года     | Серия 2003 года |
| Изображения                                     | Изображения       | Номинал (динаров) | Размеры (мм)    | Основные цвета  | Описание                                                  | Описание                                    | Описание        | Годы выпуска        |                 |
| Лицевая сторона                                 | Оборотная сторона | Номинал (динаров) | Размеры (мм)    | Основные цвета  | Лицевая сторона                                           | Оборотная сторона                           | Водяной знак    | Годы выпуска        |                 |
| ----------------------------------------------- | ----------------- | ----------------- | --------------- | --------------- | --------------------------------------------------------- | ------------------------------------------- | --------------- | ------------------- | --------------- |
|                                                 |                   | 50                | 131×66          | фиолетовый      | Силосы в порту Басры                                      | Финиковые пальмы                            | Голова лошади   | 2003                |                 |
|                                                 |                   | 250               | 131×66          | голубой         | Астролябия                                                | Руины Большой мечети в Самарре              | Голова лошади   | 2003 2012 2013—2020 |                 |
|                                                 |                   | 500               | 142×66          | сине-зелёный    | ГЭС Дукан на реке Малый Заб                               | Шумерский крылатый бык из дворца Саргона II | Голова лошади   | 2004 2013 2015 2018 |                 |
|                                                 |                   | 1000              | 142×66          | коричневый      | Золотая монета Аббасидов                                  | Медресе Аль-Мустансирия в Багдаде           | Голова лошади   | 2003—2012 2013      |                 |
|                                                 |                   | 1000              | 142×66          | коричневый      | Ассирийская звезда, человек на лодке                      | Медресе Аль-Мустансирия в Багдаде           | Голова лошади   | 2018 2020           |                 |
|                                                 |                   | 5000              | 158×78          | синий           | Водопад Али Бег возле Эрбиля                              | Крепость Ухайдир                            | Голова лошади   | 2003—2023           |                 |
|                                                 |                   | 10 000            | 171×78          | зелёный         | Портрет Ибн аль-Хайсама                                   | Минарет мечети Ан-Нури в Мосуле             | Голова лошади   | 2003—2013           |                 |
|                                                 |                   | 10 000            | 171×78          | зелёный         | Памятник Свободы в Багдаде                                | Минарет мечети Ан-Нури в Мосуле             | Голова лошади   | 2013—2020           |                 |
|                                                 |                   | 25 000            | 177×78          | красный         | Курдский крестьянин, трактор в поле                       | Барельеф вавилонского царя Хаммурапи        | Голова лошади   | 2003—2010 2013—2023 |                 |
|                                                 |                   | 50 000            | 160×65          | коричневый      | Водяная мельница на Евфрате, водопад Али Бег возле Эрбиля | Рыбак на лодке, хижина                      | Голова лошади   | 2015—2023           |                 |
| Масштаб изображений — 1,0 пикселя на миллиметр. |                   |                   |                 |                 |                                                           |                                             |                 |                     |                 |